# A Zalaegerszegi TE labdarúgóinak listája
Ez a lista a Zalaegerszegi Torna Egylet igazolt felnőtt labdarúgóit tartalmazza, névsorrendben.

## A, Á
- Ágoston Donát
- Ágoston Szilveszter
- Kemal Alomerović
- Andorka Gábor
- Andorka Péter
- Andris György
- Angyal Zsolt
- Antoni János
- Arany László

## B

Djordje Babalj

- Djordje Babalj
- Babati Benjamin
- Babati Ferenc
- Babos Barnabás
- Bagó István
- Bailo Dávid
- Aleksandar Bajić
- Balázs F. Csongor
- Balázs Zsolt
- Balázs Zsolt
- Ballai András
- Balog Csaba
- Balog Milán
- Balogh Tamás
- Balog Zoltán
- Barczi Dávid
- Bardi Gábor
- Barna Sándor
- Barna Zsolt
- Barta István
- Bedi Bence
- Beke Péter
- Belák János
- Belső Péter
- Belső Sándor
- Bencze Péter
- Billege Ádám
- Klemen Bingo
- Bíró András
- Bita Gyula
- Bita József
- Bobál Dávid
- Bobál Gergely
- Bócz Lajos
- Bogáti Attila
- Milan Bogunović
- Saša Bogunović
- Ivan Bojović
- Bolla Bendegúz
- Bolemányi János
- Liviu Bonchiş
- Sorin Botiș
- Ivan Bozović
- Bozsik József
- Bölcsföldi István
- Bőle Lukács
- Mlden Brkić
- Igor Budisa
- Budovinszky Krisztián
- Vlad Bujor
- Radenko Bulatović
- Gregor Bunc
- Burányi Tamás
- Buzás Viktor

## C, Cs
- Cornel Caşolţan
- Stefan Cebara
- Cupik Ferenc
- Czigány Csaba
- Csepregi András
- Csepregi László
- Csóka Dominik
- Csóka Zsolt
- Csordás Szabolcs
- Czirjék Zoltán

## D
- Daru Bence
- Milan Davidov
- Délczeg Gergely
- Ahmet Delić
- Ivan Delić
- Demjén Patrik
- Déri László
- Deutsch Bence
- Devecseri Szilárd
- Ciprian Dianu
- Mahamadou Diawara
- Marko Djorović
- Dobány Lajos
- Andrej Doblajnszkij
- Dobos Sándor
- Dombai Károly
- Dóri László
- Juraj Dovičovič
- Dragóner Filip
- Tomáš Ďubek
- Ivan Dudić
- Dufka Dániel
- Durgó József

## E, É
- Ebedli István
- Egressy Gábor
- Ekker Milán
- Elekes Zoltán

## F
- Fadgyas Tamás
- Faragó István
- Farkas Balázs
- Farkas Csaba
- Farkas Lajos
- Farkas László
- Farkas Norbert
- Farkas Péter
- Artem Volodimirovics Favorov
- Fehér I Imre
- Fehér II Imre
- Fehér István
- Ferencz Bálint
- Ferenczi István
- Ferkó Csaba
- Filó Attila
- Filó László
- Floid László
- Fodor Ákos
- Fodor József
- Fodor Marcell
- Forgács András
- Ivica Francišković
- Bernardo Frizoni
- Fuisz László
- Fujsz Ferenc
- Fujsz Richárd
- Fülöp Tibor
- Futács Márkó

## G, Gy
- Gaál Bálint
- Gaál László
- Gaál Miklós
- Gajdos Zsolt
- Galántai Tibor
- Giorgi Ganugrava
- Gáspár Géza
- Gáspár Gyula
- Gáspár István
- Gáspár László
- Gass István
- Gergényi Bence
- Primož Gliha
- Eros Grezda
- Denis Grbić
- Miroslav Grumić
- Guti László
- Gyagya Attila
- Gyánó Szabolcs
- Györe Barnabás
- Győrfi István
- Győri Zoltán
- Gottfried Dániel
- Gyurján Márton
- Gyurkity Zoltán

## H
- Hadár Adrián
- Hajdú Norbert
- Halápi László
- Halász István
- Halász László
- Emir Halilović
- Hegedűs Olivér
- Hegedűs Tamás
- Manu Hervás
- Hidvégi Sándor
- Holdampf Gergő
- Oleh Hologyuk
- Horváth I András
- Horváth II András
- Horváth Attila
- Horváth Dániel
- Horváth Győző
- Horváth Gyula
- Horváth József
- Horváth Krisztofer
- Horváth László
- Horváth Marcell
- Horváth Péter
- Horváth Roland
- Horváth Valentin
- Hudák Martin
- Huszár Imre
- Huszti András

## I, Í
- Igazi István[1]
- Eduvie Ikoba
- Saša Ilić
- Illés Gyula
- Ivancsics Gellért
- Ivanics László

## J
- Safet Jahič
- Jakab Dávid
- Ivan Janjić
- Jasarevic Mahir
- Jelena Richárd
- Józsi György, idősebb
- Józsi György, ifjabb
- Juhász Dániel

## K

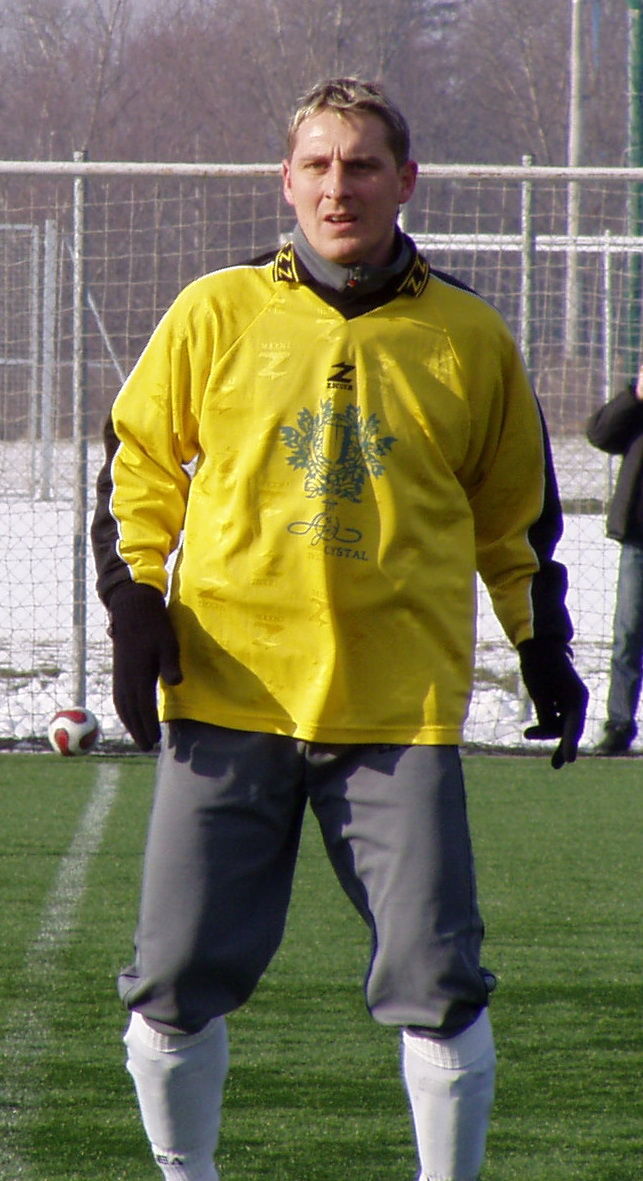
Kaj András 2009-ben az Ajka mezében

- Kádár Tamás
- Kaj András
- Kajtár Gyula
- Kállai Norbert
- Kalmár Adrián
- Kálnoki Kis Dávid
- Kámán Attila
- Đorđe Kamber
- Darius Kampa
- Kanász József
- Karbuczky Róbert
- Károly Bálint
- Matija Katanec
- Fánosz Katelárisz
- Kelemen László
- Kelemen Sándor
- Kenesei Krisztián
- Kereki Zoltán
- Kerkai István
- Kerkai József
- Kertész Jenő
- Kertész Ödön
- Kertész Tamás
- Kiss Krisztián
- Kiss Máté
- Kocsárdi Gergely
- Köcse Bence
- Kocsis Adrián
- Kocsis Gergő
- Kocsis Tamás
- Koller Krisztián
- Konrád László
- Kónya Kornél
- Kónya László
- Kónya László
- Könyves Norbert
- Kópicz László
- Koplárovics Béla
- Koszó Balázs
- Koszta Márk
- Kottán György
- Kottán Krisztián
- Robert Kovacić
- Kovács Ádám
- Kovács Dániel
- Kovács Gábor
- Kovács Gergő
- Kovács György
- Kovács Gyula
- Kovács József
- Kovács László
- Kovács Norbert
- Kovács Sándor
- Kovács Zoltán
- Kovács Zsolt
- Kovács Zsolt
- Ladislav Kozmér
- Krajczár Ádám
- Radoslav Král
- Kresz Levente
- Kretz Bálint
- Kriston Attila
- Króner Martin
- Kulcsár Kornél
- Kun Bertalan
- Kutasi Gábor
- Kütsön András

## L
- Lang István
- Lang József
- László András
- Rajko Lekic
- Lencsés Balázs
- Lendvai Miklós
- Zoran Lesjak
- Martin Lipcák
- Darko Ljubojević
- Löwi Géza
- Ludánszki István
- Lukács Tihamér

## M
- Macher Dávid
- Madarász Márk
- Madár Gábor
- Magasföldi József
- Majnovics Martin
- Majoros Árpád
- Marancsics Imre
- Márkus Ferenc
- Máté Péter
- Romualdas Matulevicius
- Mavolo Paolo
- Eric McWoods
- Melczer Vilmos
- Ubochioma Meshack
- Roguy Méyé
- Mihalecz István
- Mihalecz Péter
- Ante Milas
- Milinte Árpád
- Milley Sándor
- Marko Milosaljević
- Matej Miljatovič
- Daniel Milovanovikj
- Igor Mirčeta
- Nikola Mitrović
- Mogyoródi Gábor
- Molnár Attila
- Molnár Balázs
- Molnár László
- Molnár László
- Molnár Tamás
- Montvai Tibor
- Móri Tamás
- Murai Márk

## N
- Nagy Attila
- Nagy Csaba
- Nagy Gábor
- Nagy Imre
- Nagy Lajos
- Nagy László
- Nagy Tamás
- Nagy Zoltán
- Nánási Balázs
- Németh József
- Németh István
- Németh Péter
- Németh Péter
- Németh Tamás
- Németh Tibor
- Mihai Nicorec
- Julis Nota
- Novák Csanád
- Aleksander Novaković

## O, Ó, Ö, Ő
- Emre Okatan
- Oláh Bálint
- Osbáth Balázs
- Alika Henry Osadolor
- Stjepan Ostrek

## P

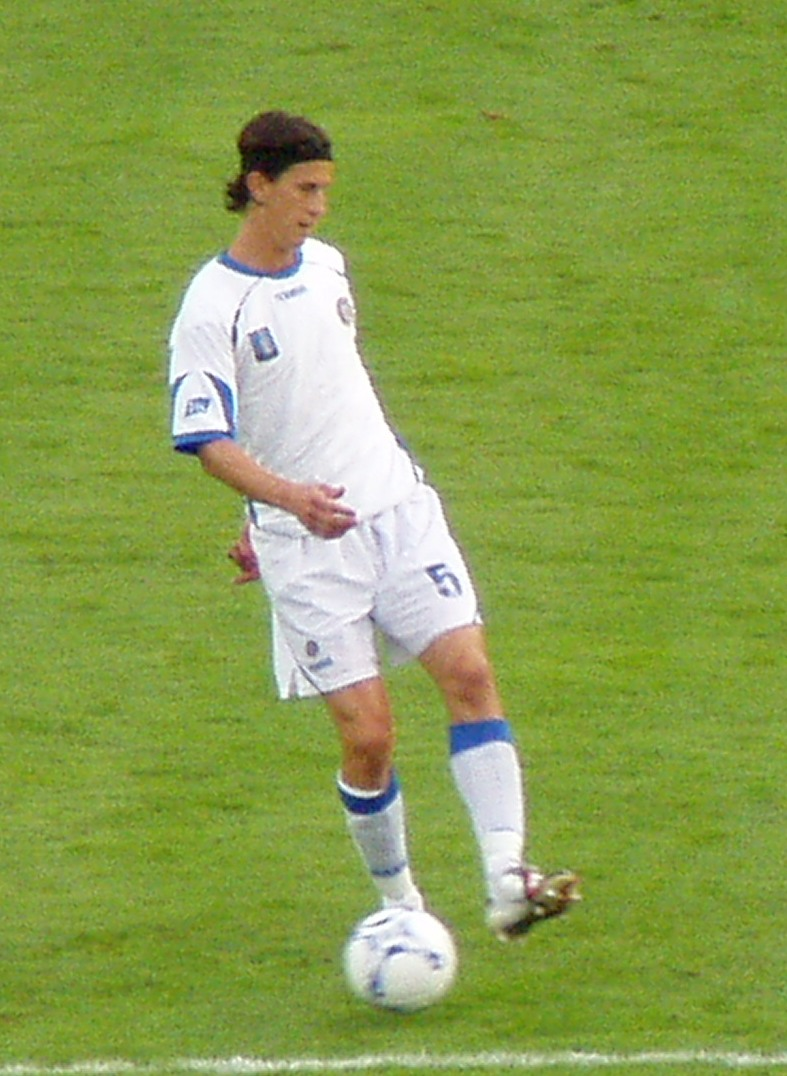
Peter Polgár

- Pajor Imre
- Palásthy Dávid
- Pál Dávid
- Pálcsa János
- Páli András
- Páli Attila
- Leon Panikvar
- Papp Antal
- Papp Zoltán
- Pásztor Lajos
- Patvaros Zsolt
- Paudits Patrik
- Darko Pavićević
- Pecsics Tibor
- Pete István
- Péter Zoltán
- Petneházi Márk
- Petrik István
- Damir Pekič
- Pavol Penksa
- Darko Perić
- Pintér Dániel
- Pogacsics Krisztián
- Polareczki Roland
- Polényi Gábor
- Peter Polgár
- Potyi Gábor
- Preisinger Sándor
- Preklet Csaba
- Prokisch Károly
- Saša Popin
- Purger József

## R
- Rácz István
- Rácz László
- Radó András
- Prince Rajcomar
- Rajkay Vilmos
- Besnik Ramadani
- Rezi Lajos
- Róth Ferenc
- Róza László
- Rózsa László
- Artjoms Rudņevs

## S, Sz
- Radu Sabo
- Sághy Gábor
- Sámson Zoltán
- Bojan Sanković
- Schultz Levente
- Sebők József
- Sebők Vilmos
- Selei András
- Seríf
- Mouhamadou Seye
- Simon Attila
- Simon Károly
- Simonfalvi Gábor
- Sipos Gábor
- Sípos Sándor
- Skribek Alen
- Marian Sluka
- Somfalvi Csaba
- Soós István
- Josip Špoljarić
- Aleksandar Stanisavljević
- Stieber Zoltán
- Strasser László
- Szabó Ádám
- Szabó Csaba
- Szabó György
- Szabo Marek
- Szabó Patrik
- Szabó Rezső
- Szabó Roland
- Szabó Zoltán
- Szabó I Zsolt
- Szabó II Zsolt
- Szakály Attila
- Szakály Dénes
- Szalai Csaba
- Szalai Dániel
- Szalai Tamás
- Szalay Szabolcs
- Szalkai Róbert
- Szamosi Tamás
- Szatmári István
- Szegleti Gergely
- Szekeres Zoltán
- Szemerédi Norbert
- Szánthó Regő
- Szántó Ákos
- Szappanos Péter
- Szépe János
- [[Nikola Szerafimov|Nikola Szerafimov ]]
- Szigeti András
- Szimacsek Tibor
- Szentes Lázár
- Szijártó Szabolcs
- Szőcs János
- Szőke Péter
- Szökrönyös Dániel
- Szöllősi Ferenc
- Darko Szpalevics
- Bojan Szpaszoljevics
- Sztipánovics Barnabás
- Szűcs Imre
- Anatolis-Alexis Sundas

## T, Ty
- Tajti Mátyás
- Tamás Krisztián
- Aleksandar Tanasin
- Tanque
- Takács Jenő
- Tasi Lajos
- Telek András
- Aleksandr Tishkevich
- Nenad Todorović
- Topor Antal
- Torma Gábor
- Tóth Gyula
- Tóth József, 1941
- Tóth József, 1971
- Tóth László
- Tóth Norbert
- Tóth Péter
- Tóth Zoltán
- Tóth Zoltán
- Tököli Attila
- Török József
- Milutin Trnavac
- Turcsik Tamás
- Turi Géza
- Daniils Turkovs

## U, Ú, Ü, Ű
- Udvari Tamás
- Urbán Flórián

## V
- Vadász Imre
- Vágó Levente
- Vámos János
- Varga István
- Varga Róbert
- Varga Róbert
- Varga Tamás
- Varga Zoltán
- Városi Viktor
- Varsányi Sándor
- Vasas Zoltán
- Vass György
- Vass Patrik
- Vayer Gábor
- Végh Gábor
- Vernes Richárd
- Vidóczi József
- Vigh Pál
- Villám Balázs
- Vincze Gábor
- Vincze Ottó
- Vittman Ádám
- Vlaszák Flórián[2]
- Vlaszák Géza
- Aljoša Vojnović
- Vörös Ákos
- Vörös István
- Lovre Vulin

## W
- Waltner Róbert
- Wittmann Géza
- Wittrédi Dávid

## Z, Zs
- Robertas Zalys
- Imad Zatara
- Zimonyi Dávid
- Žiga Živko
- Zöldesi Illés
- Zsömbölyi Sándor
- Zsömlye György
- Zugor Péter